# Arquitectura abasí

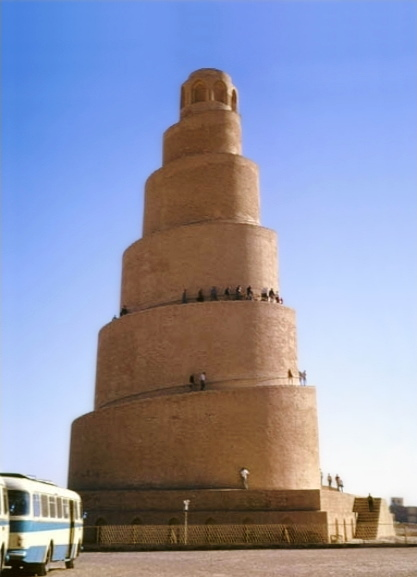
Minarete en espiral de la Gran Mezquita de Samarra, Irak, la cual hereda la arquitectura única de «Minar» de Firuzabad.

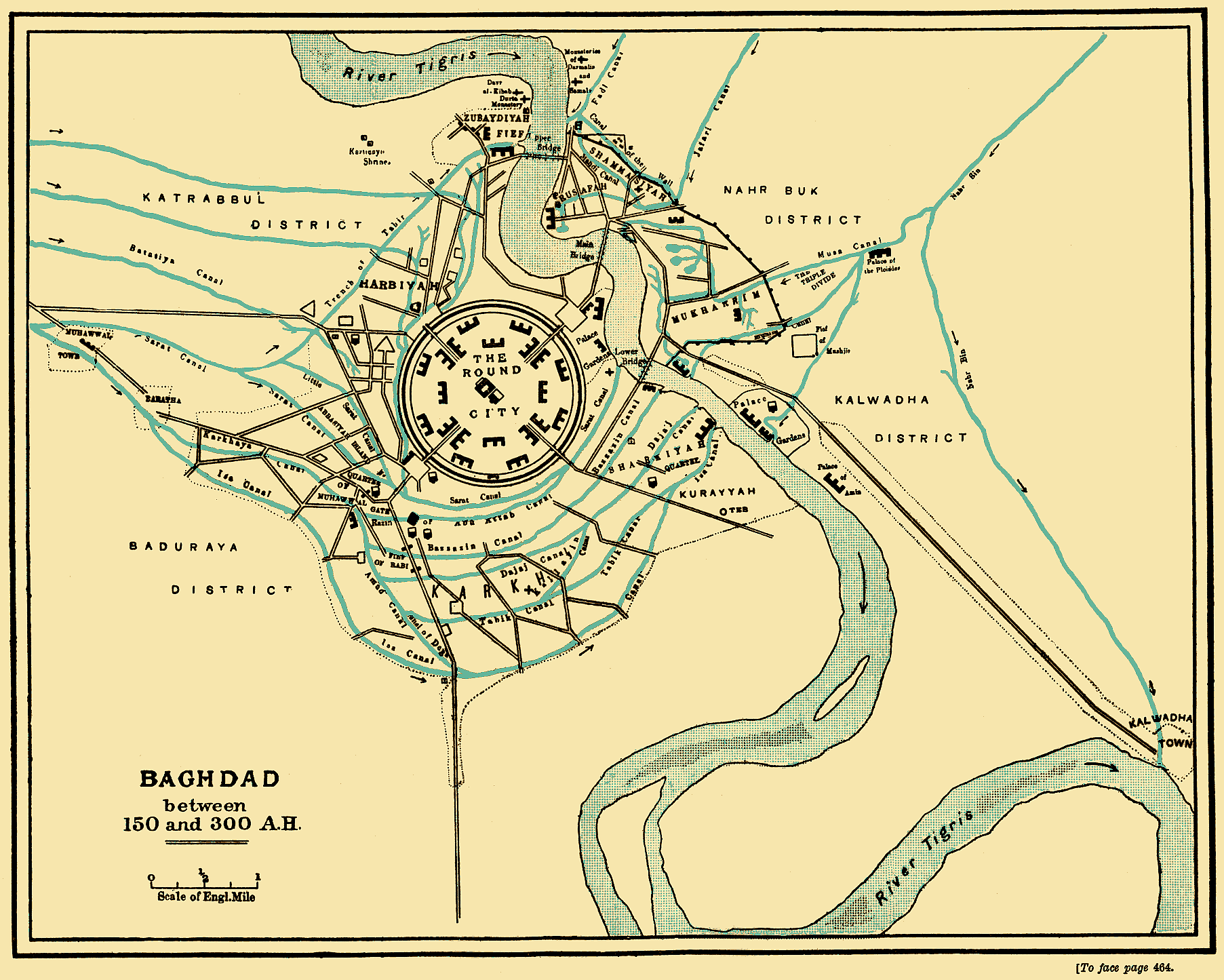
Plano esquemático de Medinat al-Salam, la «Ciudad de la Paz» (más tarde Bagdad), construida por el califa Al-Mansur entre los años 767 y 912, a partir de la ciudad redonda de Bagdad. La ciudad redonda original se construyó siguiendo el plan de las ciudades circulares sasánidas, como Gur.

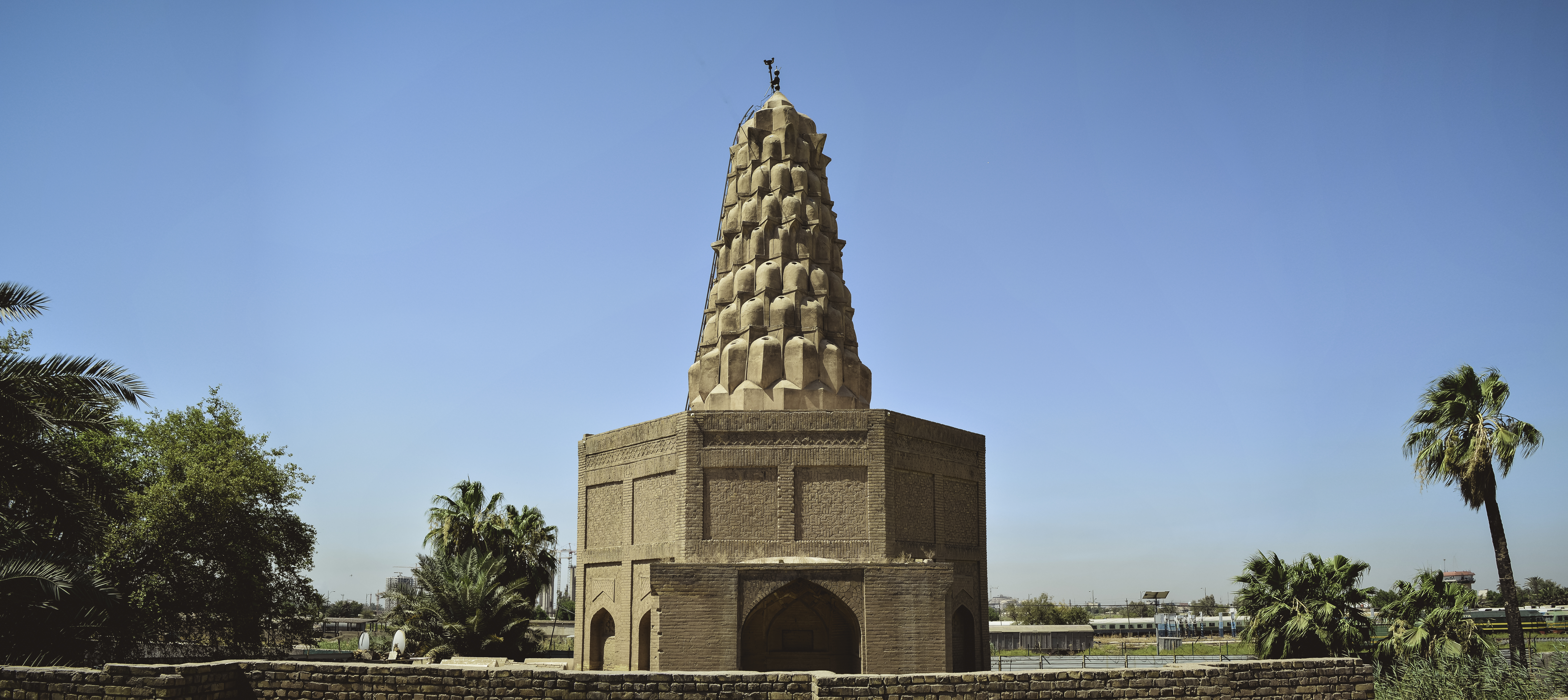
Mezquita y mausoleo de Zumurrud Khatun, construidas en 1202 por Sitt Zubayda (Zumurrud Khatun), madre del califa Al-Nasir, y esposa de Al-Mustadi, en el cementerio de Bagdad

La arquitectura abasí se desarrolló en el califato abasí entre los años 750 y 945, principalmente en su centro de Mesopotamia. Los abasíes heredaron las tradiciones arquitectónicas persas y después se vieron influidos por los estilos de Asia Central. Desarrollaron estilos propios, sobre todo en la decoración de sus edificios y definieron fundamentalmente la forma y el arte de la arquitectura islámica. Bagdad, entonces centro del mundo islámico, se convirtió en el centro del arte islámico, y el gusto abasí ganó terreno gradualmente en Asia occidental y África del Norte. Fue aquí donde aparecieron por primera vez los intrincados patrones ornamentales que reemplazaron a la representación del hombre y del animal, que luego se convirtió en un sello distintivo de todo el mundo islámico. Aunque los abasíes perdieron el control de gran parte de su imperio después de 870, su arquitectura siguió siendo copiada por los estados sucesores de Irán, Egipto y el norte de África.
A medida que el poder pasó de los omeyas a los abasíes, los estilos cristianos evolucionaron hacia un estilo basado más en la arquitectura sasánida con sus propios elementos iraní-persas. De la arquitectura omeya, construida en piedra y desarrollada principalmente en el Mediterráneo, en Damasco y Jerusalén, se pasó en Oriente a otra basada en el ladrillo de arcilla cocida o secada al sol y cubierto con estuco de yeso tallado o fundido, a menudo pintado.  Probablemente esto se debió a la falta de materia prima.  
Un acontecimiento importante fue la creación o gran ampliación de ciudades que se convirtieron en la capital del imperio. Al-Mansur (r. 754-755), el fundador de la dinastía abasí, estableció en 762 a orillas del Tigris la "Ciudad de la Paz", ahora conocida como Bagdad,  a unos 35 km de la antigua capital sasánida de Ctesifonte. Con su planta estrictamente diseñada para simbolizar el centro del mundo, la ciudad proclamaba la supremacía de la arquitectura islámica. Ciudad amurallada con cuatro puertas, en su centro se encontraba un palacio real con una cúpula dorada y una gran mezquita adjunta. Desafortunadamente, el edificio no ha sobrevivido hasta el día de hoy, pero las descripciones son tan abundantes que casi toda la ciudad se puede reconstruir a partir de ellas. La puerta principal del palacio, la llamada puerta dorada, se abría con un iwán ornamentado. Al-Mansur también planeó la ciudad de Al Raqa, a lo largo del Éufrates. También el califa Al-Mutásim (r. 833-842), decidió fundar en el año 835 una nueva capital a lo largo del Tigris, Samarra, abandonando la vieja capital Bagdad. Fue una respuesta política ante los conflictos creados por la implantación de sus tropas mercenarias, conformadas por mamelucos, como respuesta al peso de las élites árabes en el gobierno abasí. Esta ciudad vio 60 años de trabajo, con hipódromos y cotos de caza. Su principal edificación era el gigantesco palacio Dar-al-Amma o Jawsaq al-Jaqani,cuyos restos se extienden en unas 170 ha al norte de la actual población. 
Debido a la naturaleza seca y remota del entorno, algunos de los palacios construidos en esa época eran paraísos aislados. El palacio-fortaleza de Ujaidir, en medio del desierto, es un buen ejemplo de este tipo de edificio, que tiene establos, viviendas y una mezquita, todos en torno a patios interiores circundantes.
Los abasíes construyeron innumerables grandes mezquitas. Prácticamente regresaron al tipo de las primeras mezquitas con enormes espacios, como la famosa Gran Mezquita de Samarra, construida por el califa  Al-Mutawákkil (r.  847-861) entre 849 y 852 que era el lugar de culto más grande del Islam, con una planta de 156 x 240 m, una muralla de ladrillo y 21 accesos. La sala de oración de varias naves estaba cubierta con un techo con estructura de madera. Hoy solo se conservan los muros de la cerca y algunos de los cientos de pilares. La rica decoración interior de la gran mezquita está relacionada con motivos cristianos, bizantinos y partidistas. El minarete es realmente especial: una rampa en espiral se eleva más de 50 m alrededor de una torre cilíndrica que se va estrechando, y que está relacionada con los zigurats asirios y babilónicos.
Otras mezquitas de esta época, como la  mezquita de Ibn Tulun, en El Cairo, y la Gran Mezquita de Kairuán en Túnez, aunque finalmente se construyeron durante la dinastía Omeya, fueron renovadas sustancialmente en el siglo IX. Estas renovaciones, tan extensas que aparentemente serían reconstrucciones, se realizaron en los confines del mundo musulmán, en una zona que controlaban los aglabíes; sin embargo, los estilos utilizados fueron principalmente abasí.  La mezquita cairota de Ibn Tulun es el mejor ejemplo del tipo iraní de mezquitas de salón. Fue construida  por Ahmad ibn Tulun, gobernador de Egipto (r. 868-884) y fundador de la dinastía casi independiente de los Tuluníes, en la parte norte de la entonces capital Fustat (hoy parte de El Cairo) donde hizo construir un nuevo barrio.
Mesopotamia solo tiene un mausoleo sobreviviente de esta época, en Samarra, rematado con una cúpula octogonal que es el lugar de descanso final de al-Muntasir. Fueron pocas las innovaciones y estilos nuevos, como el arco de cuatro centros y la cúpula erigida sobre trompas. Desafortunadamente, mucho se perdió debido a la naturaleza efímera del estuco y de los azulejos vidriados.

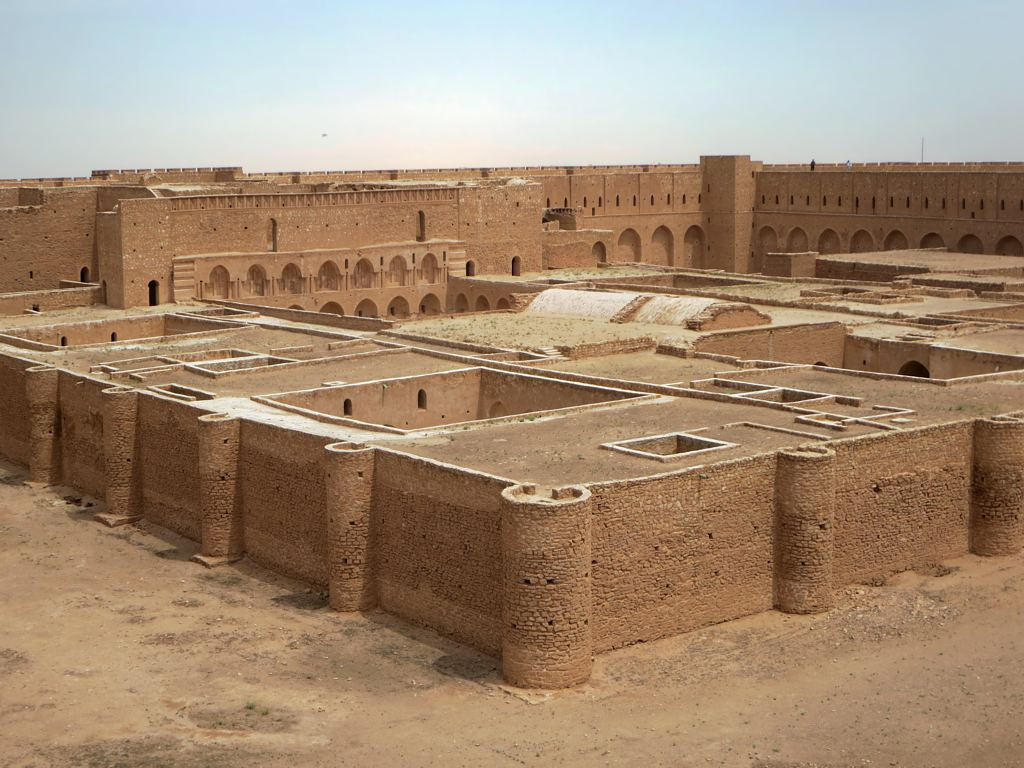
El palacio del desierto de Ujaidir (775) se encuentra a casi 200 km al sur de Bagdad. Originalmente tenía tres pisos.
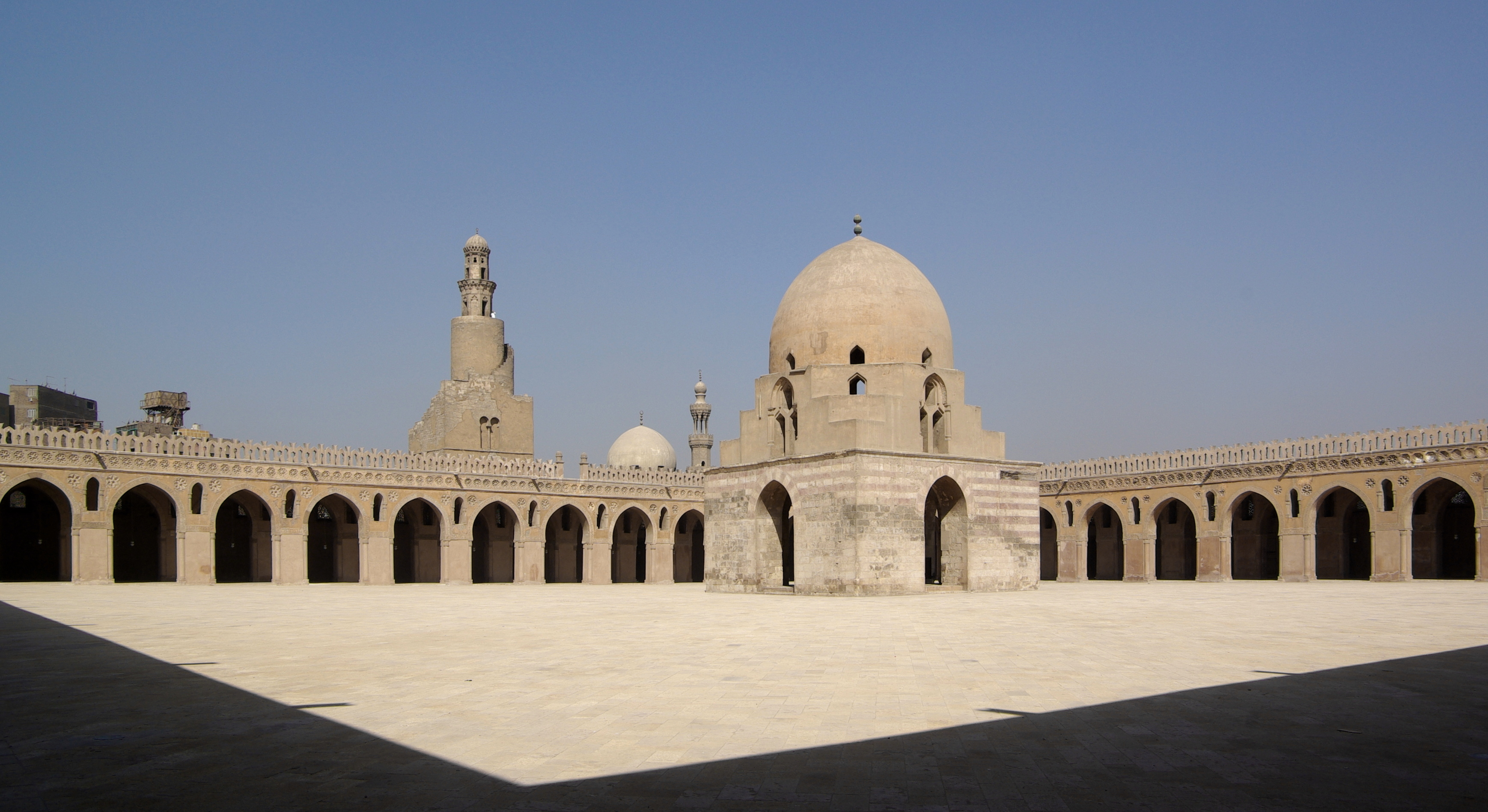
La mezquita de Ibn Tulun (876-879), el mejor ejemplo del tipo de mezquita iraní de salón, es un ejemplo de arquitectura abasí construido por el gobernador abasí Ahmad ibn Tulun (El Cairo)
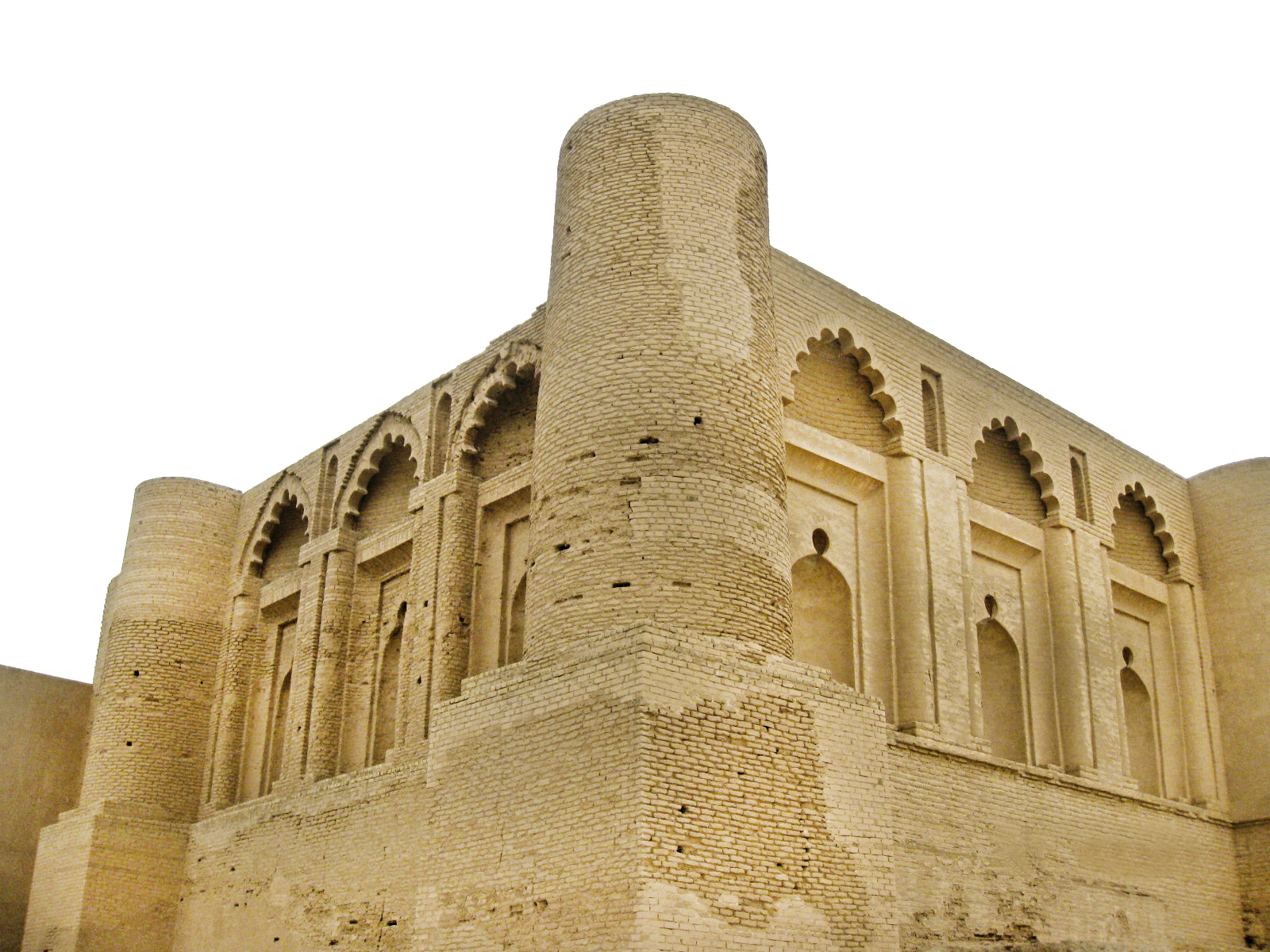
Palacio de Qasr al-'Ashiq (877-882) de principios de la época abasí, encargado por el califa Al-Mu'tamid, situado cerca de Samarra.
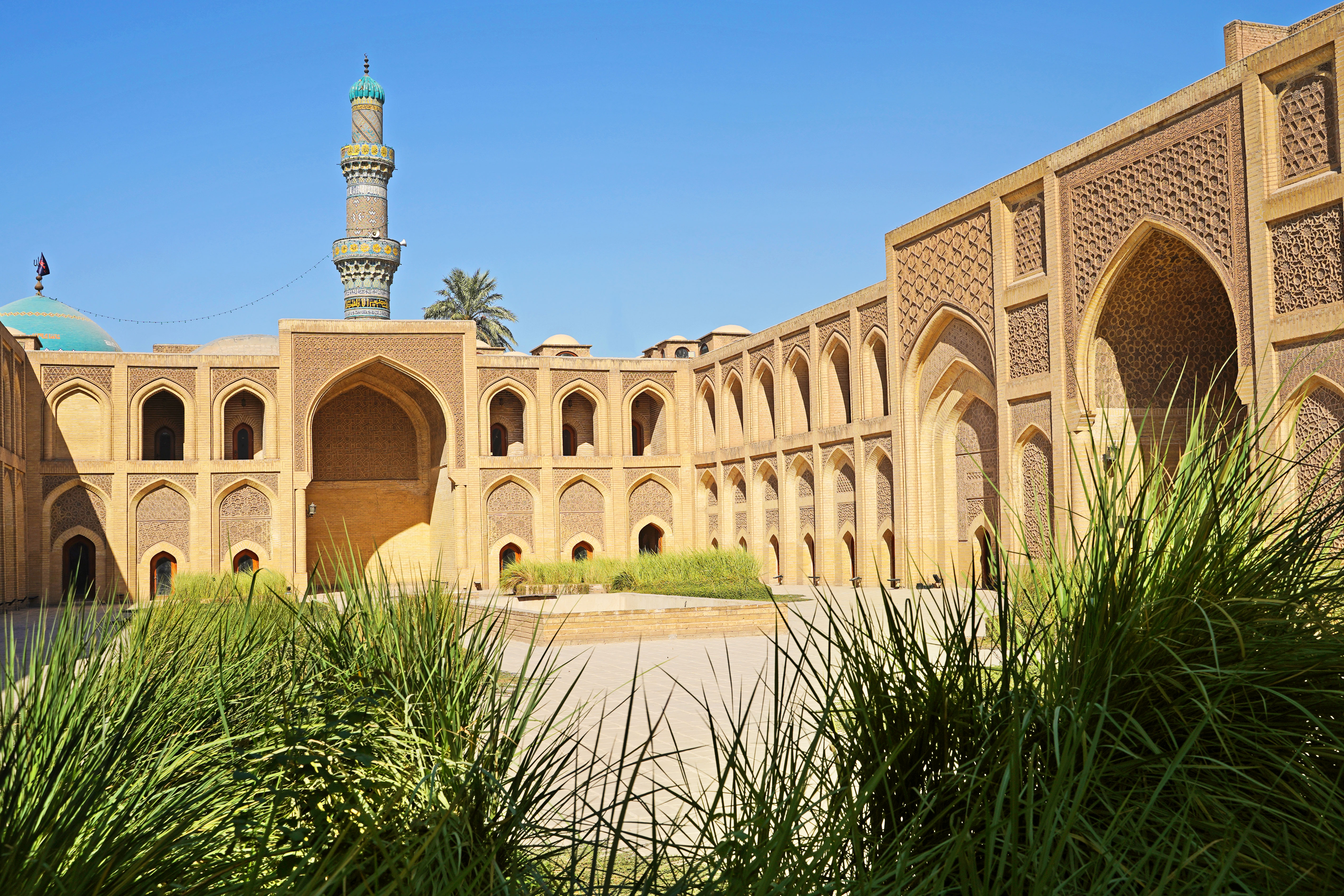
Madrasa al-Mustansiriya (1233), construida por el califa Al-Mustansir, gran amante de la ciencia y la educación, fue uno de los edificios más grandes de su tipo en el Islam, con una planta de 106x48 m.

## Antecedentes históricos

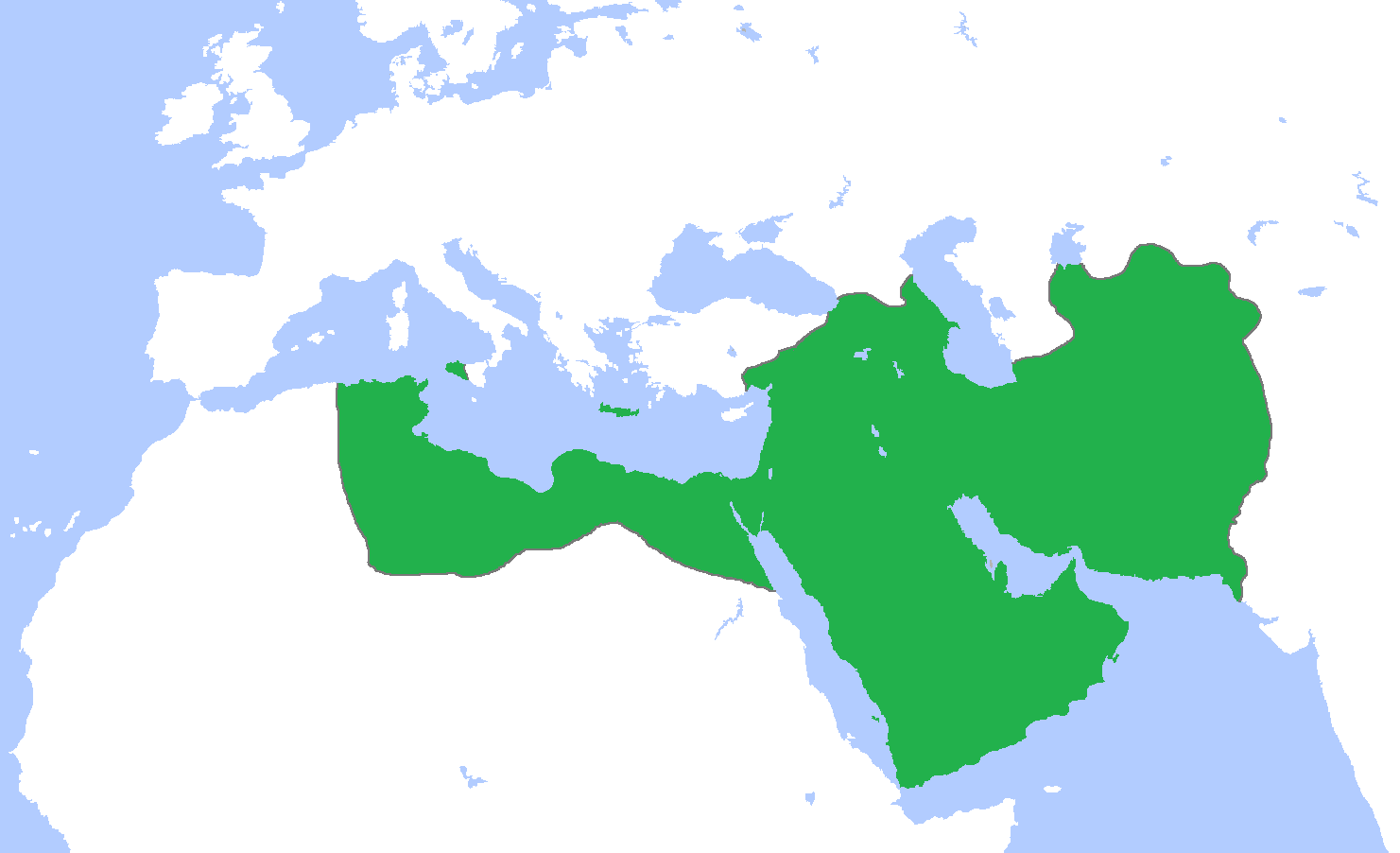
El califato abasí en su máxima extensión, hacia el año 850.

En el año 750, los abasíes arrebataron el poder a los gobernantes omeyas del imperio árabe, que perdieron todas sus posesiones excepto España. Los califas abasíes, con sede en el actual Irak, gobernaron Irán, Mesopotamia, Arabia y las tierras del Mediterráneo oriental y meridional. El periodo comprendido entre el 750 y el 900 se ha descrito como la Edad de Oro del islam. Mientras que los omeyas solían reutilizar los edificios preislámicos de las ciudades que habían conquistado, en la época abasí muchas de estas estructuras debían ser sustituidas. La propagación de las creencias musulmanas también trajo consigo cambios en las necesidades. Los abasíes tuvieron que construir masyid y palacios, así como fortificaciones, casas, edificios comerciales e incluso instalaciones para carreras y partidos de polo. Mejoraron el camino de peregrinación desde Bagdad y Kufa a La Meca, nivelaron la superficie y construyeron muros y zanjas en algunas zonas, además de estaciones para los peregrinos con habitaciones y una mezquita en la que rezar.
En el año 762, el califa Al-Mansur fundó una nueva capital, Bagdad, a orillas del Tigris, que pronto se convirtió en una de las mayores ciudades del mundo. En el 836 el califa Al-Mustá'sim trasladó la capital a Samarra. Los abasíes empezaron a perder el control sobre las zonas periféricas del imperio, y las dinastías locales obtuvieron una independencia efectiva en Jorasán (samaníes), en el este de Irán, en Egipto (tuluníes) y en Ifriqiya (aglabíes). El califa al-Mu'tamid, que ya solamente gobernaba en Irak, trasladó su capital a Bagdad en el 889. En el año 945, los buyíes, seguidores del chiismo, se convirtieron en gobernantes efectivos como emires, mientras que los califas abasíes conservaron su título nominal. Con el califa An-Násir (1179-1225), los abasíes volvieron a controlar Irak, pero el saqueo de Bagdad por los mongoles en 1258 puso fin al califato abasí.

## Orígenes
La primera arquitectura abasí era muy similar a la del imperio sasánida, como demuestra el palacio de Ujaidir. Utilizaba las mismas técnicas, los mismos materiales de ladrillos de barro, ladrillos cocidos y bloques de piedra tosca colocados con mortero, y seguía los diseños sasánidas. La piedra es escasa en las llanuras aluviales del centro y el sur que formaban el corazón del territorio abasí, por lo que muchos de los edificios eran de ladrillos de barro, revestidos de yeso y frecuentemente reparados o reconstruidos. A veces se utilizaba el ladrillo cocido.
Cuando el califa Al-Mansur construyó la ciudad redonda de Bagdad, llamada Madinat al-Salam, que contenía el palacio califal, la mezquita y los edificios administrativos, es posible que siguiera tradiciones anteriores, como la ciudad redonda de Gur construida por Ardacher I (r. 224-241) en Firuzabad.
Con la Conquista musulmana de Transoxiana, aumentó la influencia de la arquitectura sogdiana. En Samarra, los estucos y las pinturas murales son similares a los de los palacios de Panjakent, en la actual Tayikistán. Más tarde, en los siglos XII y XIII, la arquitectura de las tierras gobernadas por los abasíes pasó a estar dominada por la arquitectura selyúcida.

## Innovaciones

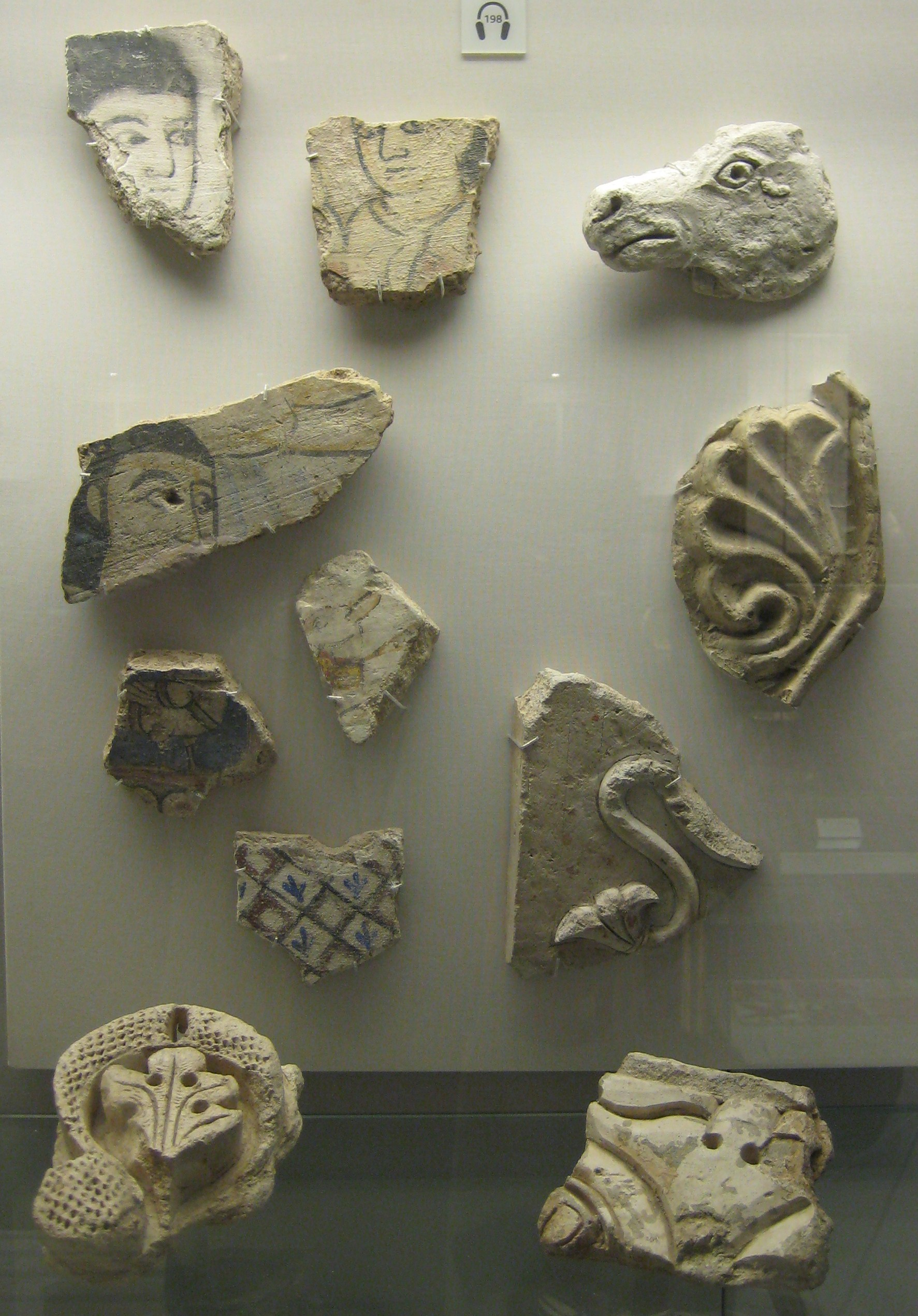
Fragmentos de estuco de Samarra, con pinturas, tallas y motivos abstractos.

Las ciudades abasíes se asentaban en lugares enormes. Los palacios y mezquitas de Samarra se extendían a lo largo de las orillas del Tigris a lo largo de 40 kilómetros. Para adaptarse a la escala de los lugares, se erigieron edificios monumentales, como los enormes minaretes en espiral de la mezquita Abu Dulaf y la Gran Mezquita de Samarra, que no tenían equivalente en ningún otro lugar. El arco apuntado de dos centros y la bóveda habían aparecido antes de que los abasíes tomaran el poder, pero se convirtieron en la norma de la arquitectura abasí, con el punto cada vez más prominente. El primer ejemplo plenamente desarrollado del arco apuntado de cuatro centros fue en el Qasr al-'Ashiq, construido entre el 878 y el 882.
En Samarra se desarrollaron tres nuevos tipos de decoración de estuco que se popularizaron rápidamente en otros lugares. Los dos primeros estilos pueden considerarse derivados de los estilos decorativos de la Antigüedad tardía o de los omeyas, pero el tercero es totalmente nuevo. El estilo C utilizaba moldes para crear patrones repetitivos de líneas curvas, muescas, hendiduras y otros elementos. Los diseños fluidos no hicieron uso de los temas vegetales, geométricos o animales tradicionales. El trabajo de estuco se coloreaba a veces en rojo o azul, y a veces incorporaba un mosaico de vidrio. Este es el primer y más puro ejemplo del arabesco. Puede representar un intento deliberado de realizar una forma abstracta de decoración que evite la representación de seres vivos, y esto puede explicar su rápida adopción en todo el mundo musulmán.

## Características
Entre los rasgos típicos de los edificios más importantes se encontraban los enormes pilares redondos y las pequeñas columnas adosadas. La arquitectura abasí del siglo IX contaba con decoraciones foliadas en los arcos, bóvedas pinjantes, bóvedas de mocárabes y enjutas policromadas entrelazadas que se identificaron como típicas de la arquitectura islámica, aunque estas formas pueden tener su origen en la arquitectura sasánida. Así, el arco frontal del Arco de Ctesifonte estuvo decorado con una moldura lobulada, forma copiada en el palacio de Ujaidir.

### Palacios

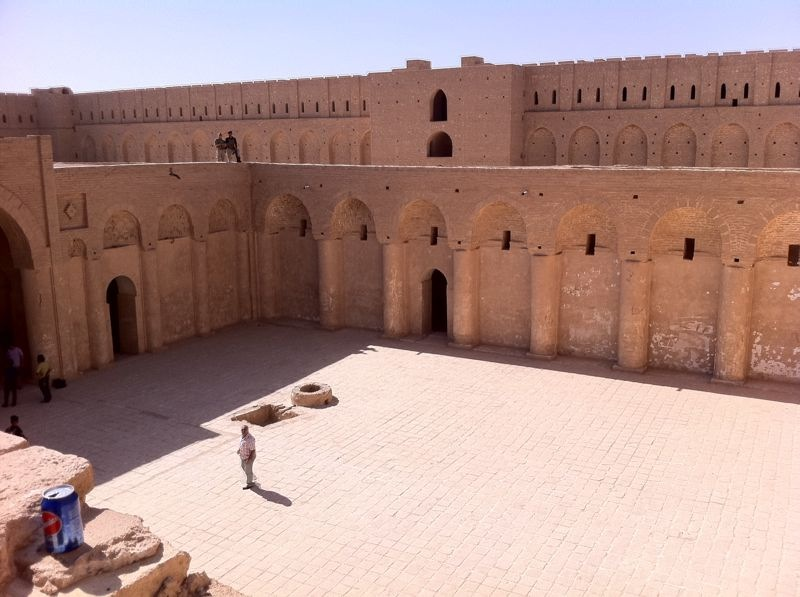
Palacio de Ujaidir en Karbala, Iraq

El palacio abasí más antiguo que se conserva, construido hacia el año 775, es el palacio de Ujaidir. Tiene una planta derivada de los anteriores palacios sasánidas y omeyas. Se encuentra situado en el desierto, a unos 180 km al sur de Bagdad. Tiene forma rectangular, 175 por 169 metros, con cuatro puertas. Tres de ellas se encuentran en torres semicirculares que sobresalen de la muralla y una en un hueco rectangular de la misma. En el interior hay un vestíbulo de entrada abovedado, un patio central, un iwán abierto al patio opuesto al vestíbulo y dependencias residenciales. Las técnicas sasánidas persisten en la construcción de bóvedas con curvas puntiagudas utilizando escombros y mortero revestido de ladrillo y estuco,  arcos ciegos como decoración de grandes superficies de muros y largos salones abovedados con nichos detrás de los arcos sostenidos por pesados pilares. Las descripciones verbales indican que los palacios de Bagdad tenían una disposición similar, aunque a mayor escala.
Los palacios de Samarra, como Qasr al-'Ashiq y al-Jiss, construidos en torno al año 870, presentan molduras polilobuladas talladas profundamente en el intradós de los arcos, lo que da la apariencia de un arco foliado. Los suelos eran a veces de mármol, más a menudo de baldosas. Las salas de recepción de los palacios de Samarra tenían dados de estuco tallados o moldeados que decoraban la parte inferior de las paredes, y el estuco también decoraba los marcos de las puertas, los nichos de las paredes y los arcos, en tres estilos distintos. Otros palacios que se han excavado suelen tener una cámara central abovedada rodeada por cuatro iwánes que dan al exterior.
El único palacio abasí que queda en Bagdad se encuentra en el barrio de Al-Maiden, con vistas al Tigris. El palacio fue erigido bajo el mandato del califa An-Násir (1179-1225). Tiene dos pisos y contiene un patio central y un iwán con techo y fachada de ladrillo. Las excavaciones y los trabajos de restauración demuestran que lo más probable es que funcionara como escuela y no como palacio. Algunos estudiosos creen que se trata de la Escuela Sharabiya, una escuela de teología islámica construida en el siglo XII. La estructura y el diseño del palacio guardan grandes similitudes con la Universidad al-Mustansiriya. Algunas partes del palacio fueron reconstruidas por el Establecimiento Estatal de Antigüedades y Patrimonio, incluida la restauración del gran Iwán y las fachadas adyacentes.

### Mezquitas

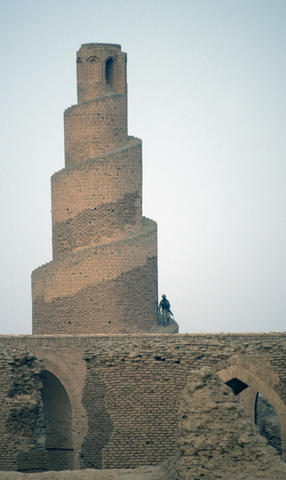
La Mezquita Abu Dulaf es una mezquita histórica situada a unos 15 kilómetros al norte de Samarra, en la Gobernación de Saladino de Irak. La mezquita fue encargada por el califa Al-Mutawákkil en el 859. Tiene forma rectangular y consta de un sahn al aire libre rodeado de pasillos, siendo el pasillo de la qibla el mayor de ellos. La mezquita es una de las mayores del mundo en cuanto a superficie, ya que tiene 46 800 metros cuadrados. El icónico minarete en espiral, que se asemeja al famoso Malwiya de la Gran Mezquita de Samarra, está situado en el lado norte.

Los abasíes continuaron con la planta hipóstila rectangular omeya, con un patio porticado y una sala de oración cubierta. Construyeron mezquitas a escala monumental utilizando ladrillos, ornamentos de estuco y las formas arquitectónicas desarrolladas en Mesopotamia y otras regiones de Oriente. La mezquita más antigua fue construida por Al-Mansur en Bagdad, hoy destruida. La Gran Mezquita de Samarra, construida por Al-Mutawákkil, medía 256 por 139 metros. Tenía un techo plano de madera sostenido por columnas. La sala de oración de la mezquita Abu Dulaf de Samarra tenía arcadas sobre pilares rectangulares de ladrillo que formaban un ángulo recto con el muro de la qibla. Las dos mezquitas de Samarra tienen minaretes en espiral, los únicos ejemplos en Irak. Una mezquita en Balj, en lo que hoy es Afganistán, tenía unos 20 por 20 metros cuadrados, con tres filas de tres tramos cuadrados que soportaban nueve cúpulas abovedadas. Otras mezquitas abasíes que se conservan son la mezquita de Ibn Tulun, de finales del siglo IX en El Cairo, la Tarikhaneh de Damghan (Irán), de entre 750 y 789, y la Masjid-I-Tarikh, del siglo IX, en Balj (Afganistán).

### Otros edificios

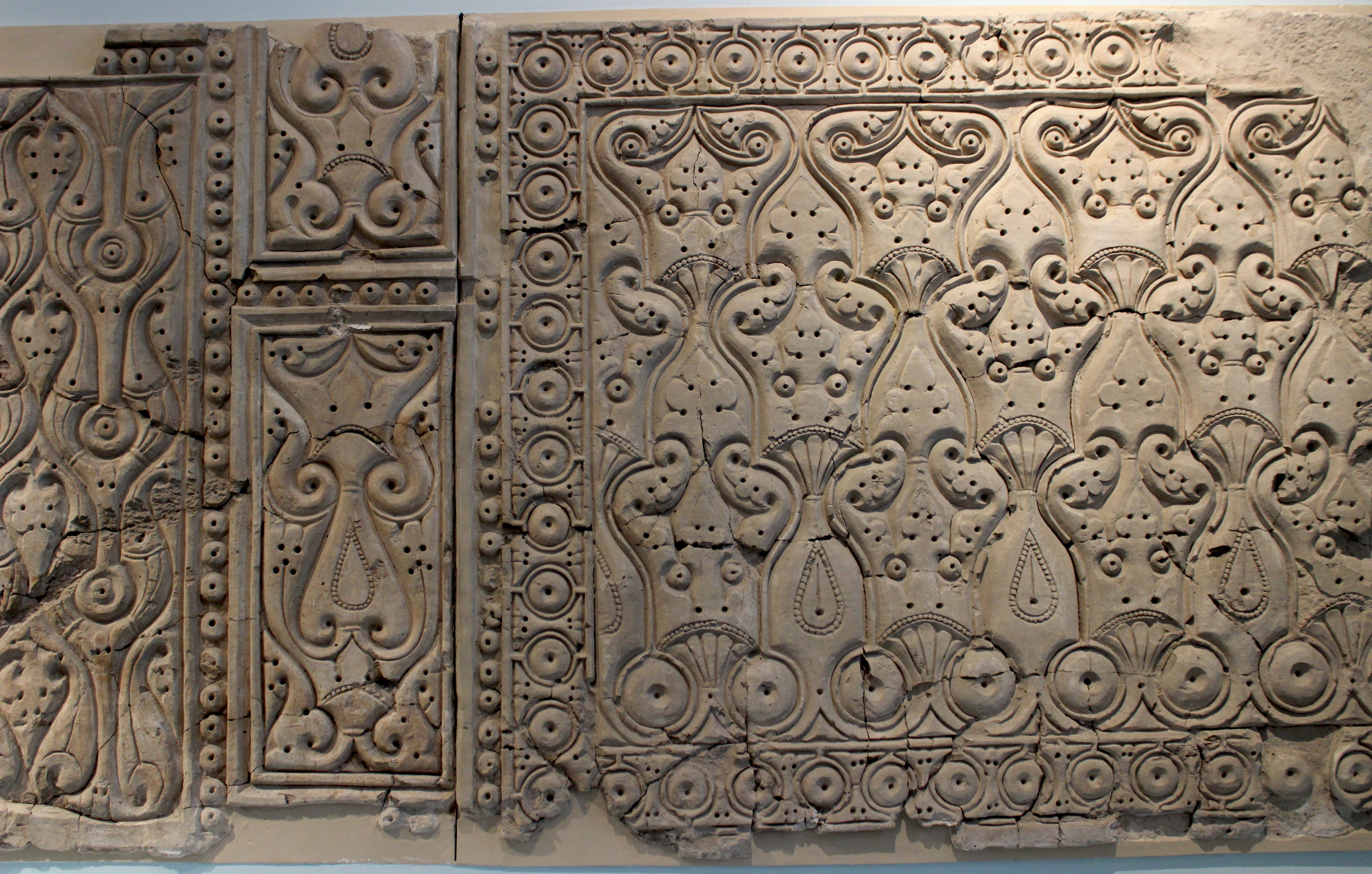
Panel de estuco decorativo en estilo C, o «estilo biselado»,.

La mayoría de las casas parecen ser de dos pisos. El nivel inferior solía estar hundido en el suelo para refrescarse y tenía techos abovedados. El nivel superior tenía un techo de madera y un tejado plano adosado que proporcionaba espacio para vivir en las noches de verano. Las casas se construían en torno a patios y tenían un exterior sin rasgos distintivos, aunque a menudo estaban decoradas de forma muy elaborada en su interior. La mayoría de las casas tenían letrinas e instalaciones para el baño de agua fría.
Los abasíes también emprendieron obras públicas que incluyeron la construcción de canales en Samarra y de cisternas en Túnez y Palestina. El nilómetro de Fustat, cerca del actual El Cairo, construido en el año 861, tiene una elaborada y ornamentada mampostería y arcos de descarga.

## Decoración
Los tres tipos (estilos A, B y C) de decoración de estuco mejor ejemplificados, y quizás desarrollados, en la Samarra abasí fueron rápidamente imitados en otros lugares y el estilo C, que a su vez siguió siendo común en el mundo islámico durante siglos, fue un importante precursor de la decoración arabesca plenamente desarrollada. Los tuluníes  de Egipto construyeron copias de edificios abasíes en El Cairo. La mezquita de Ibn Tulun, construida en Fustat, cerca de El Cairo, en 876-879, combina características estructurales y decorativas omeyas y abasíes. Es la única mezquita fuera de Irak que tiene un minarete en espiral.
El trazado de la ciudad fatimí de Al-Mansuriya, en Ifriqiya, fundada en el año 946, era circular, quizá a imitación de Bagdad. La arquitectura fatimí de Ifriqiya y Egipto siguió los estilos abasíes, como demuestran la Gran Mezquita de Mahdía y la mezquita de al-Azhar en El Cairo. Incluso los edificios omeyas de la península ibérica muestran la influencia abasí. Se han encontrado mezquitas de nueve cúpulas en España, Túnez, Egipto y Asia Central. Los edificios más recientes siguen a veces estilos arquitectónicos abasíes, como la mezquita Hamoudi de Yibuti, del siglo XIX.

## Ejemplos

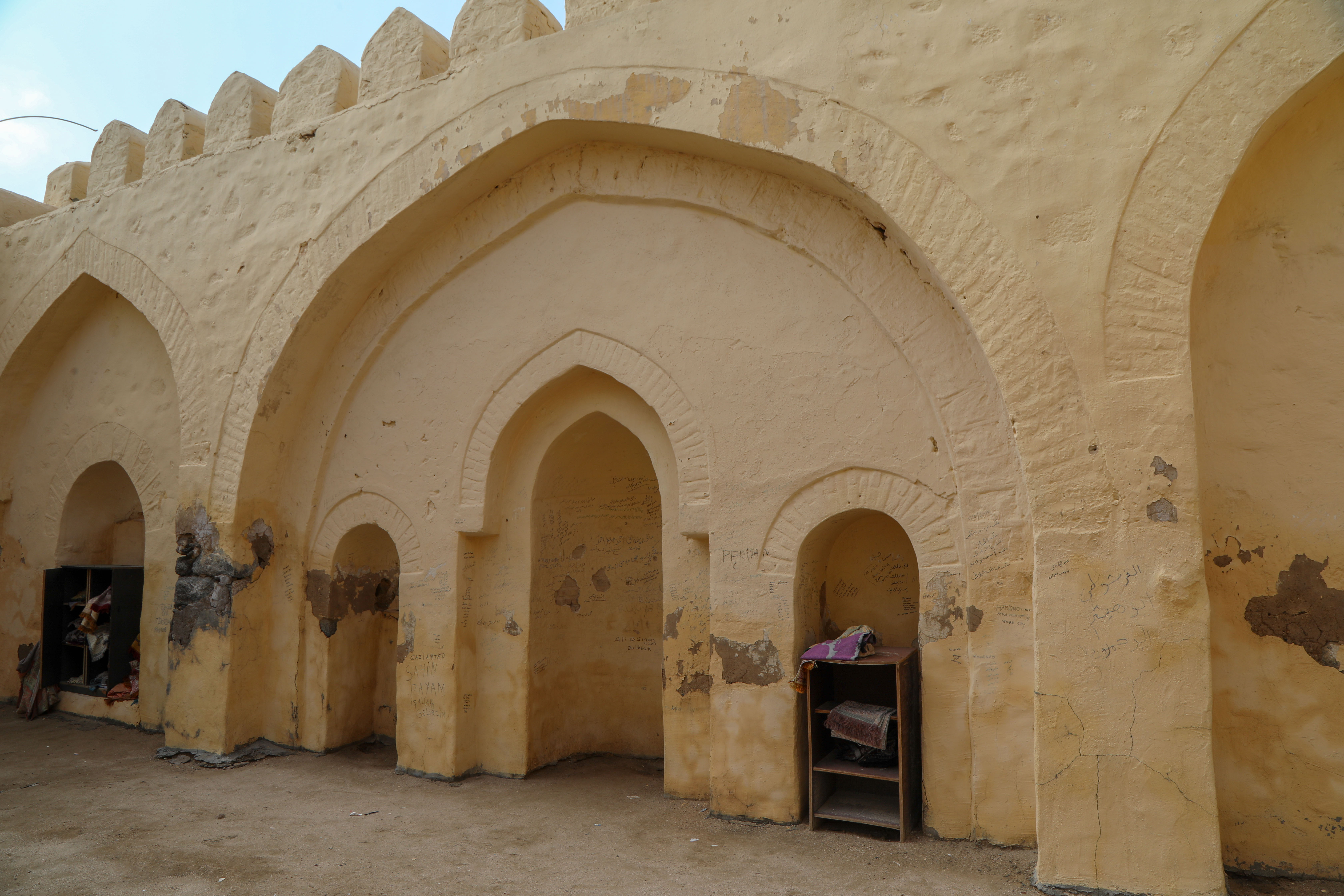
La mezquita de Bay'ah es la mezquita de las afueras de La Meca, en Arabia Saudita. Se construyó por orden del califa abasí Al-Mansur en 761/762 en el lugar de al-Bay'ah, es decir, el lugar donde el profeta Mahoma se reunió con los Ansar (los partidarios) y tomaron el juramento ('bay'ah). esta mezquita es un gran ejemplo de la arquitectura abasí.
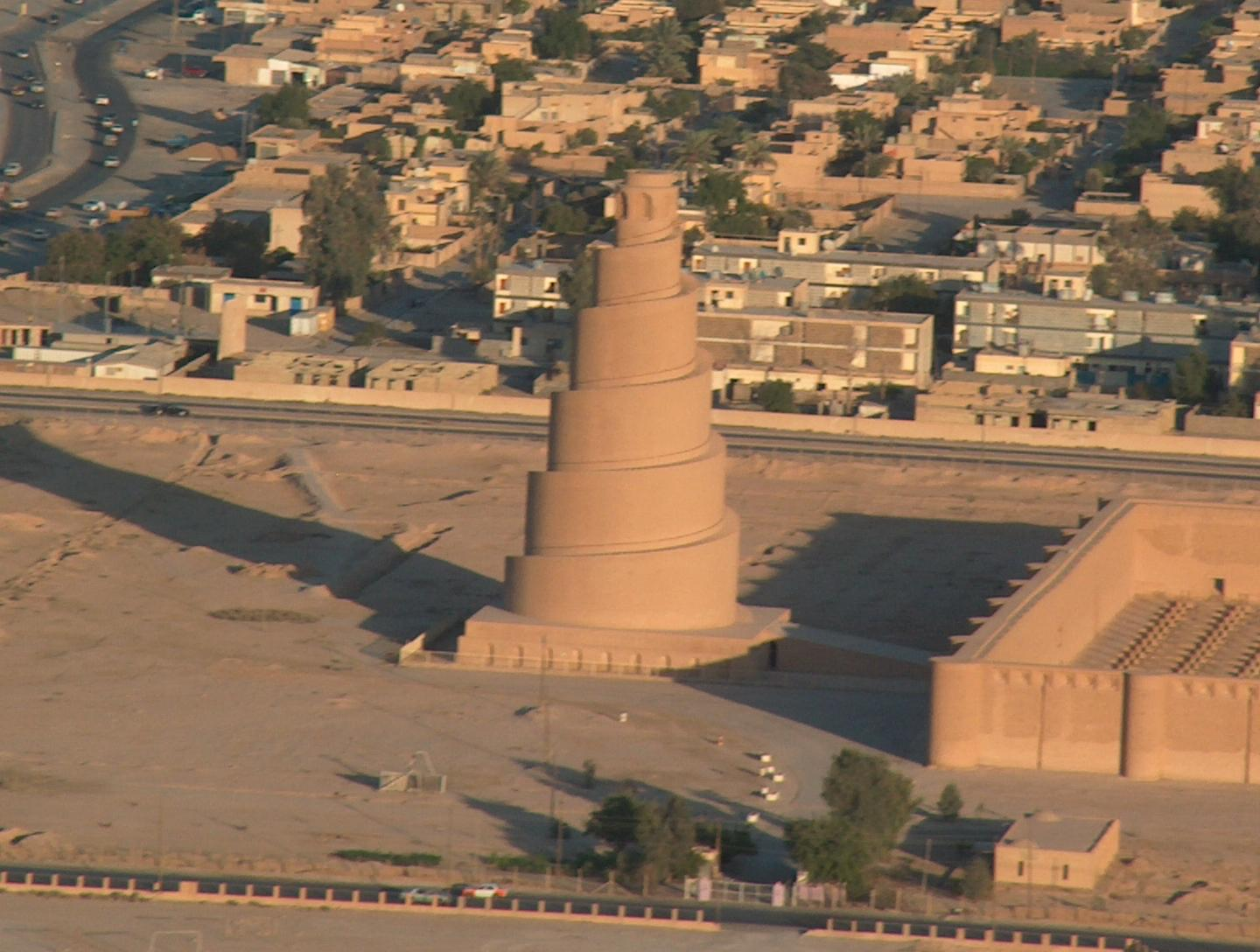
Construido por el califa Al-Mutawákkil. El minarete en espiral de la Gran Mezquita de Samarra, Irak, hereda la arquitectura única del «Minar» de Firuzabad
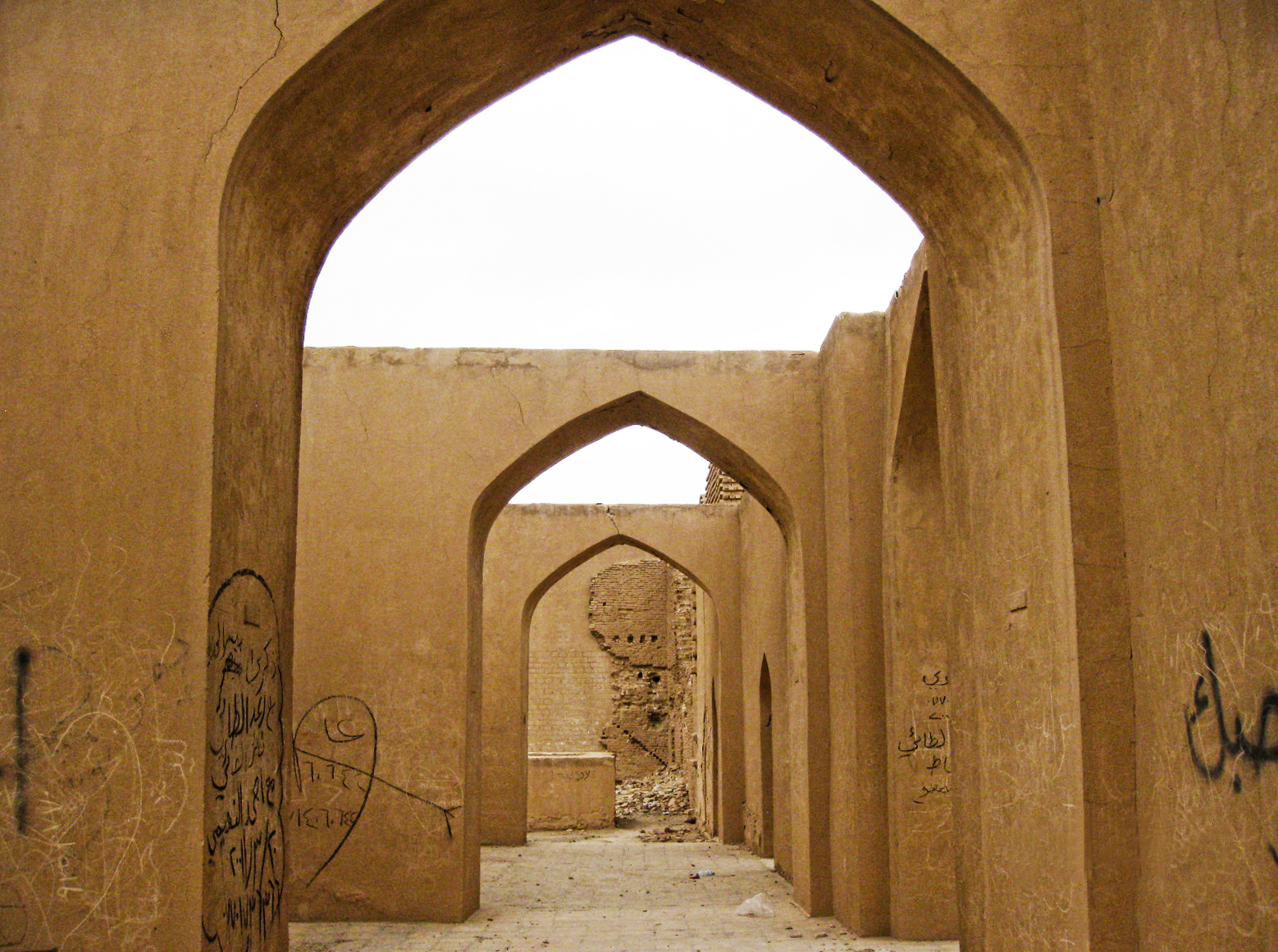
Vista del corredor de Palacio de Qasr al-'Ashiq
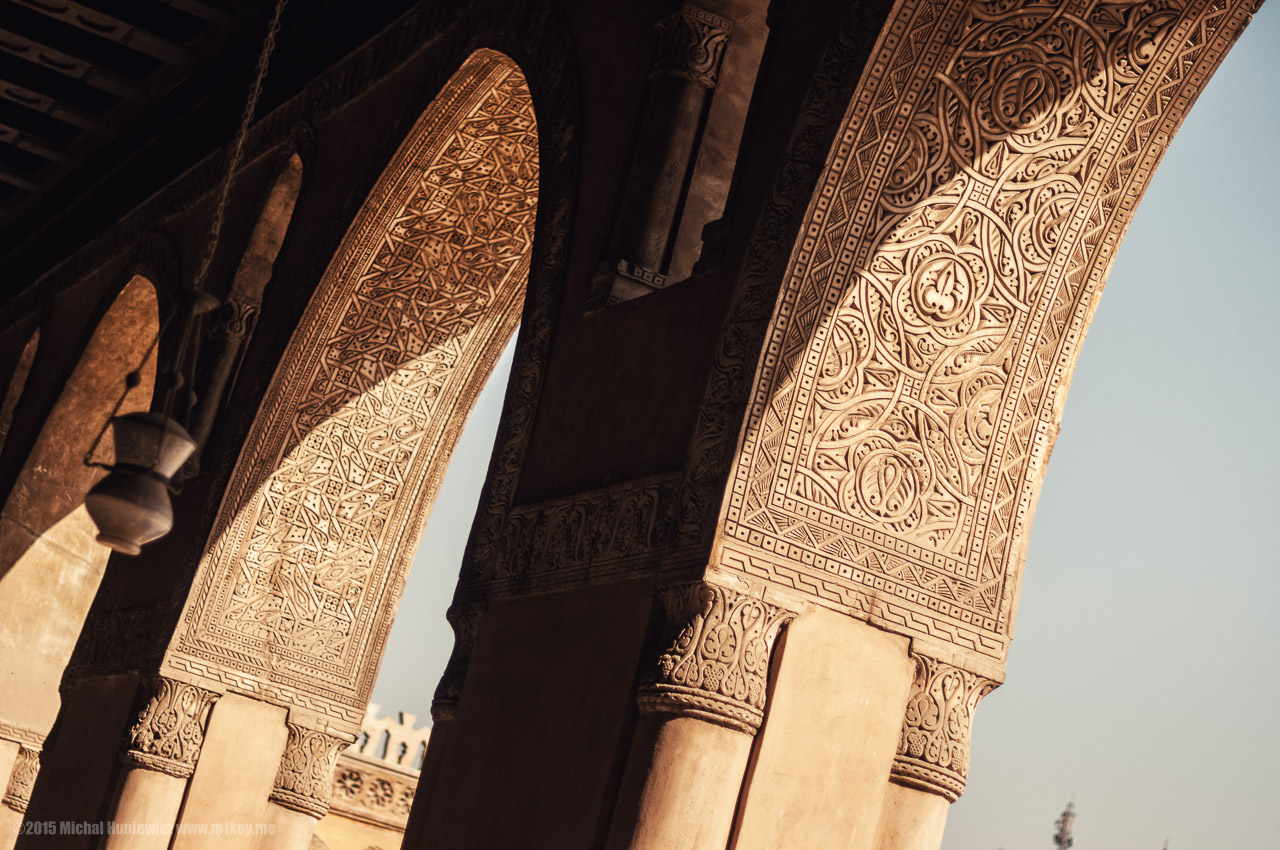
Decoraciones de arcos geométricos abasíes

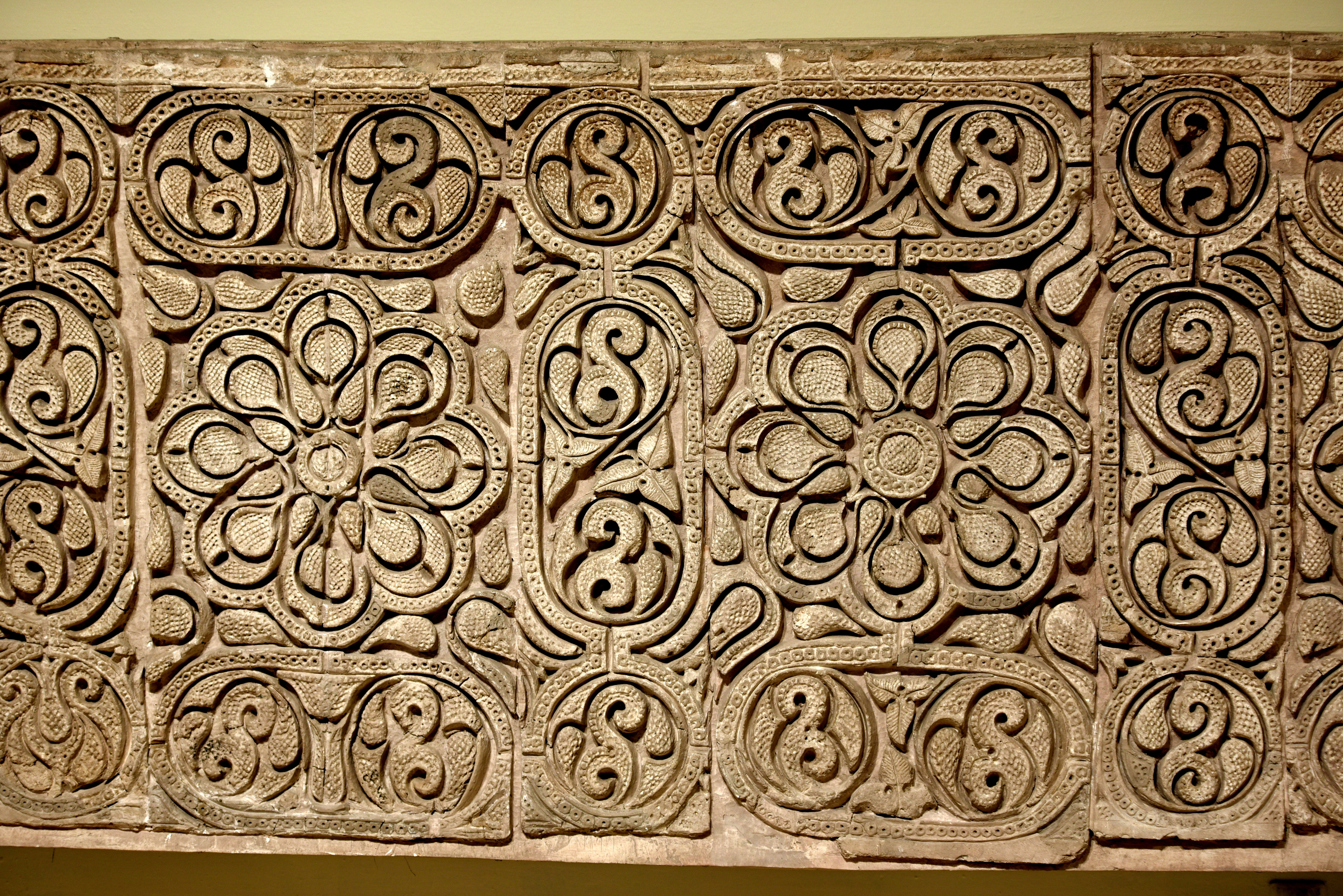
Panel de estuco tallado procedente de la ciudad de Samarra, Irak. Motivo floral con diseños geométricos abasíes, uvas, vides y piñas. Siglo III de la era islámica (siglo IX)
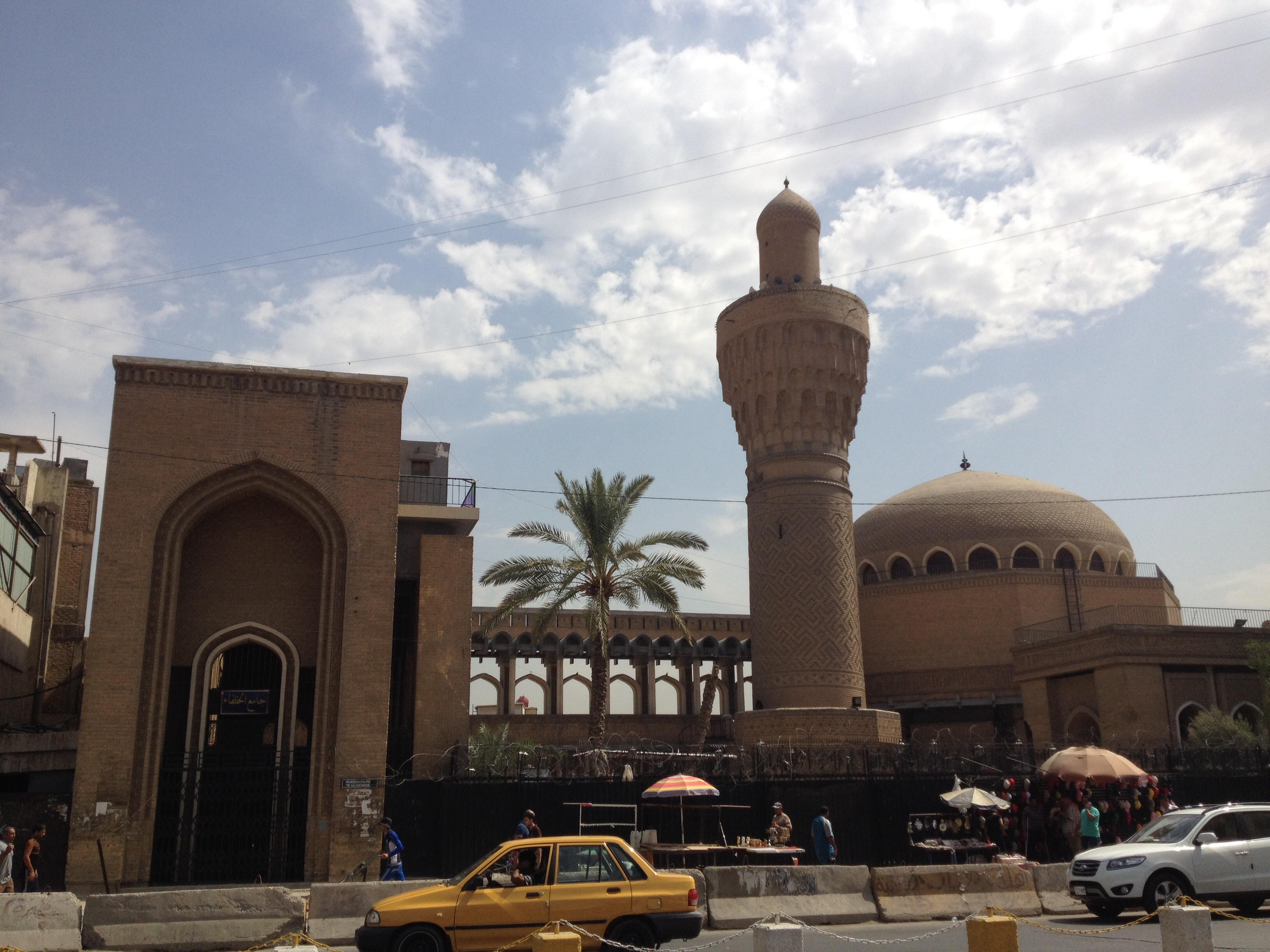
Mezquita de Al-Khulafa construida por el califa abasí Al-Muktafi, esta mezquita es un gran ejemplo de la arquitectura abasí
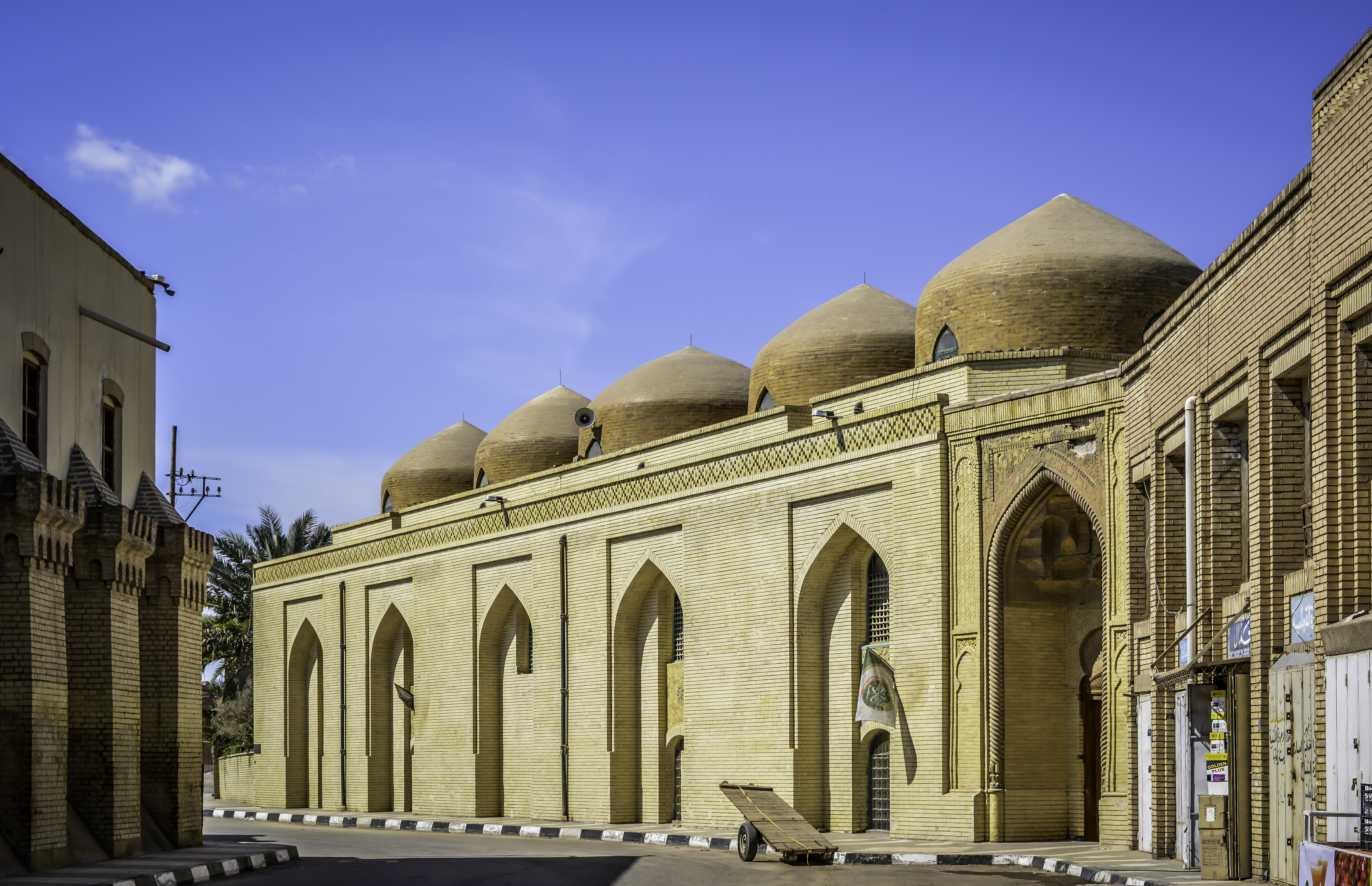
La mezquita de Al-Sarai fue colocada por primera vez por el trigésimo cuarto califa abasí Al-Nasir, esta mezquita es un ejemplo de la arquitectura del periodo abasí posterior
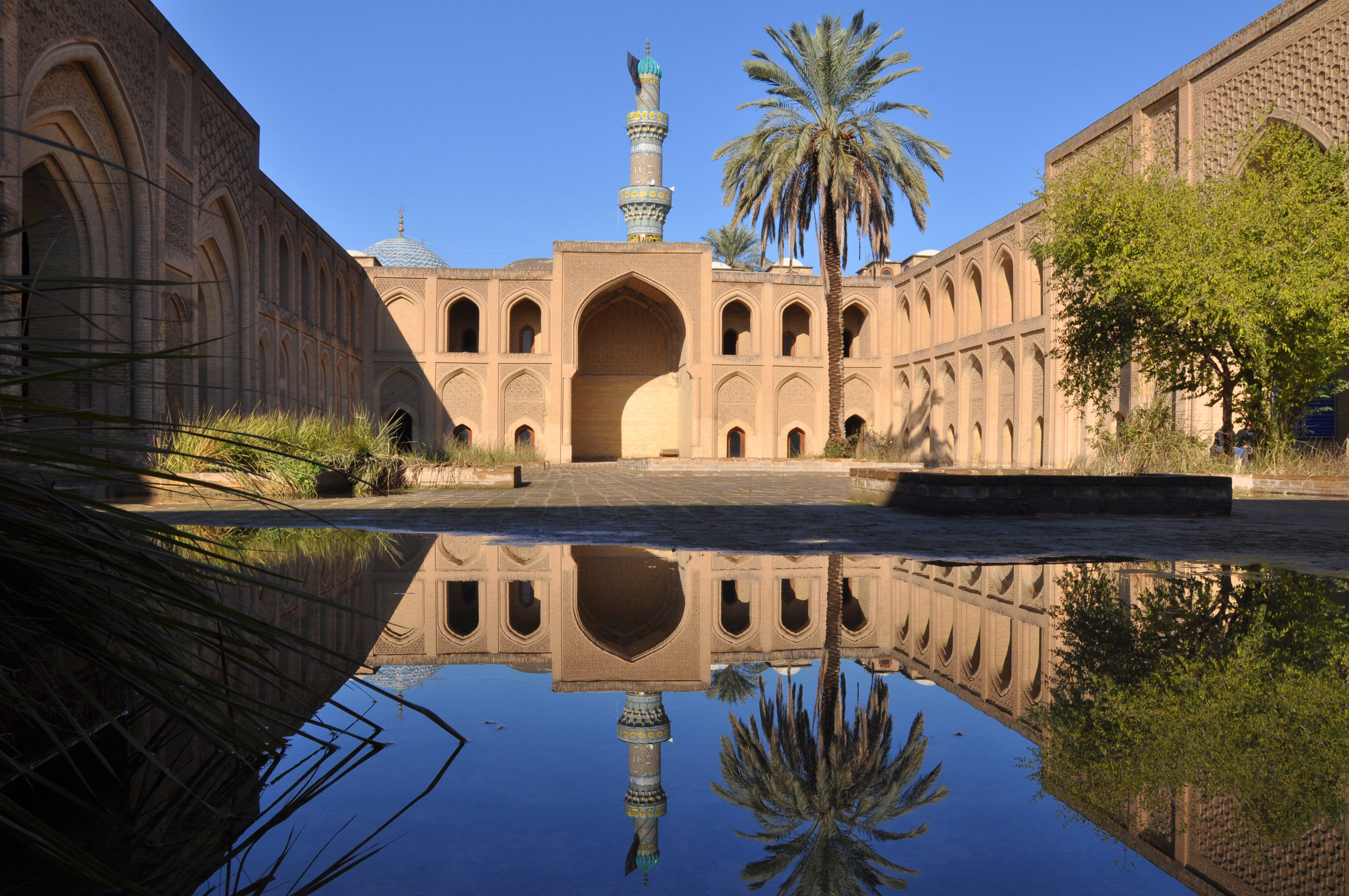
La Universidad al-Mustansiriya es un ejemplo de la arquitectura del periodo abasí posterior
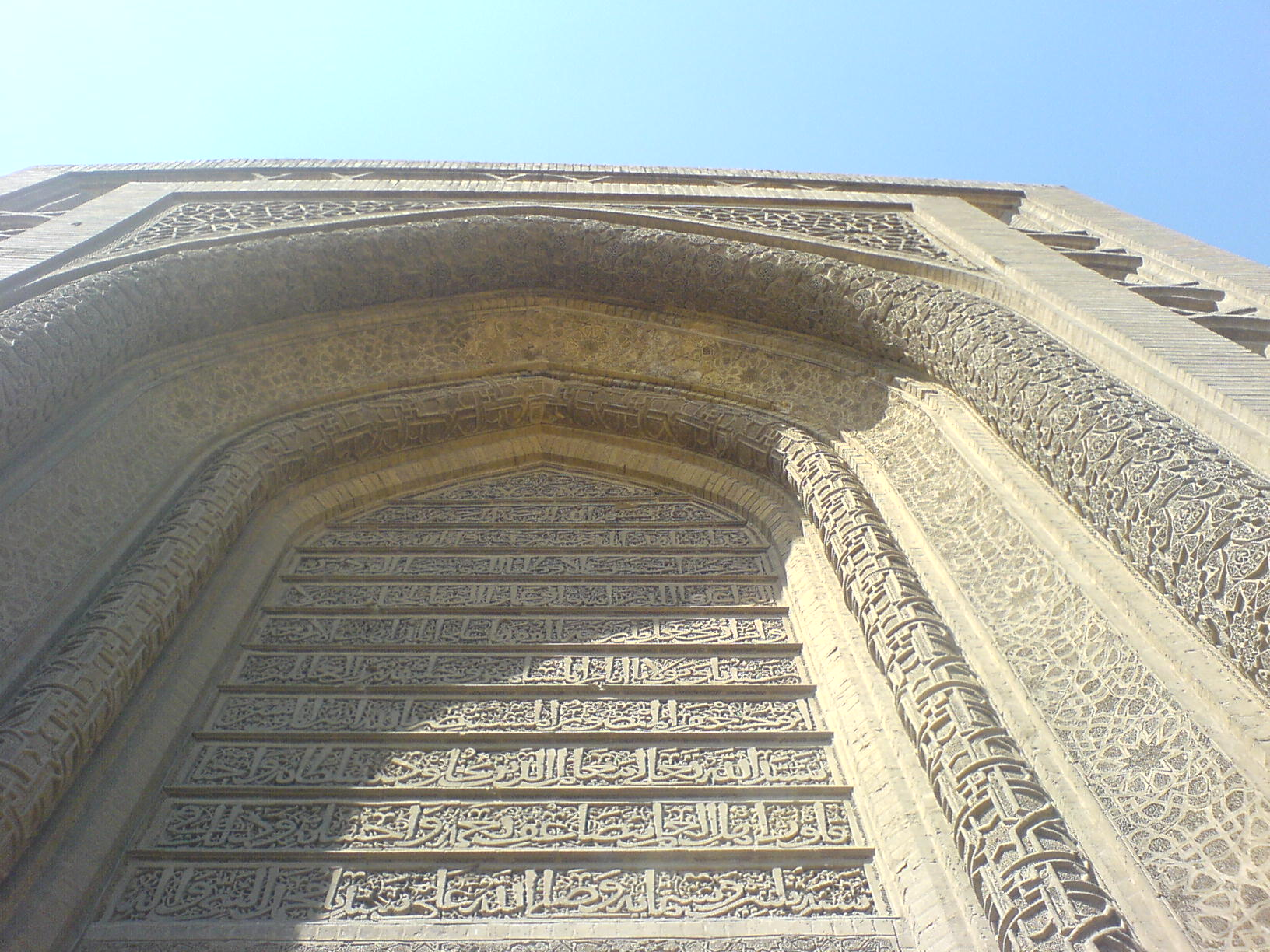
La entrada principal de la Universidad al-Mustansiriya es un ejemplo de la decoración de los arcos geométricos abasíes
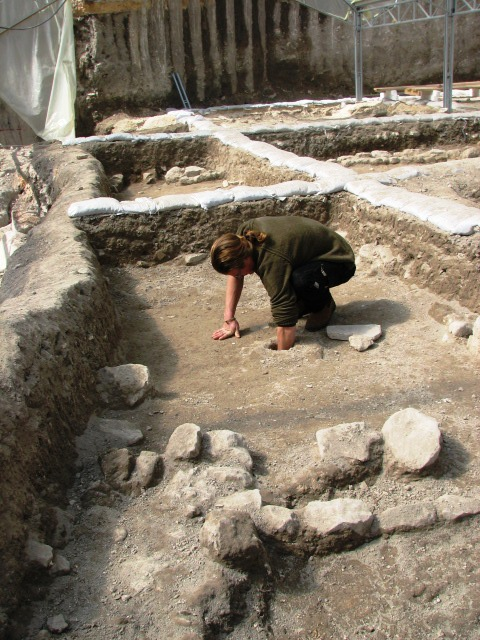
Edificios del período abasí excavados en el aparcamiento de Givati, Jerusalén. Palestina fue abandonada por los abasíes, y era principalmente una sociedad de campesinos.